# Passe Duncan
La passe Duncan s'étend en mer d'Andaman sur une largeur de 51 km entre l'île Rutland (au nord),  de l'île de Petite Andaman (au sud). Ces deux îles font partie des îles Andaman. Le détroit communique à l'ouest avec le golfe du Bengale.

La passe comporte plusieurs îles et îlots. Du nord au sud :
- les îles Cinque, site mondial de plongée sous-marine. Le détroit Manners sépare ces îles de l'île Rutland ;
- Passage Island ;
- The Sisters, deux îlots côte à côte (West Sister Island et East Sister Island) ;
- North Brother Island ;
- South Brother Island.